# Waldrandgraben
Der Waldrandgraben ist ein Zufluss des Altmühlüberleiters bei Pfofeld im mittelfränkischen Landkreis Weißenburg-Gunzenhausen. Vor der Anlegung des Fränkischen Seenlands mündete das Gewässer weiter nordöstlich von rechts in den Brombach.

## Verlauf
Der Bach entspringt auf einer Höhe von ca. 425 m ü. NHN nördlich von Rehenbühl. Er fließt beständig in nördliche Richtung, größtenteils entlang des Waldrandes der Waldflur Rohrholz. Nach einem Lauf von rund 800 Metern mündet er auf einer Höhe von 412 m ü. NHN westlich von Hühnermühle und Neuherberg sowie nordwestlich von Furthmühle von rechts bzw. von Süden in den Altmühlüberleiter, der kurz darauf in den Kleinen Brombachsee einfließt. An der anderen Uferseite des Mündungsgebiet liegen das Naturschutzgebiet Brombachmoor sowie der Gräfensteinberger Wald. Unweit münden auch der Brombach und das Beibächlein in den Altmühlüberleiter.